# Gopiganj
Gopiganj is een stad en gemeente in het district Bhadohi van de Indiase staat Uttar Pradesh.

## Demografie
Volgens de Indiase volkstelling van 2001 wonen er 17.938 mensen in Gopiganj, waarvan 52% mannelijk en 48% vrouwelijk is. De plaats heeft een alfabetiseringsgraad van 63%.